# Schlammersdorf (Adelsgeschlecht)

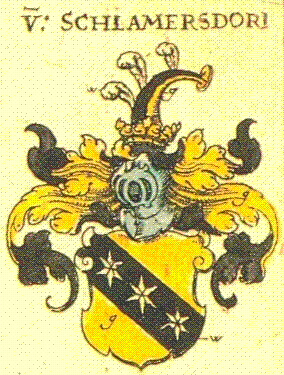
Wappen der Familie von Schlammersdorf nach Siebmachers Wappenbuch

Die Familie von Schlammersdorf, auch Schlammersdorff, ist ein Adelsgeschlecht mit fränkischen Wurzeln.

## Geschichte
Als namensgebende Ortschaft gilt Schlammersdorf, heute eine Gemeinde im Oberpfälzer Landkreis Neustadt an der Waldnaab. Mitglieder der Familie leben heute in Saarbrücken.

### Herrschaft Plankenfels
Die Familie von Schlammersdorf, die bis in den Freiherrenstand aufstieg, gehörte mit der Herrschaft Plankenfels dem Ritterkanton Gebürg an. Seit 1656 waren sie im Besitz von Schloss Plankenfels, seit 1786 als freies Eigentum. Zur Herrschaft gehörte unter anderem seit 1650 Burg Wadendorf.

### Linien nach Biedermann
Johann Gottfried Biedermann unterscheidet 1747 in seiner Genealogie zur Familie Schlammersdorf drei Hauptlinien und zwei erloschene Nebenlinien. Die bekannte Arbeit Biedermanns ist eine vielbeachtete Quelle, sie kann wissenschaftlichen Ansprüchen streckenweise aber nicht genügen. So schreibt der renommierte Heimatforscher Graf Lambart Oberndorff 1931 in der Zeitschrift St. Michael zu den Ausführungen über die Familie Schlammersdorf: „Gerade bei den Schlammersdorfern hat Biedermann unglaublich phantasiert. Meist ohne Jahreszahlen, öfters mit falschen! Von den urkundlichen Schlammersdorfern des 14. Jahrhunderts kennt er keinen einzigen! [...] Bis Ende 1400 dürften nahezu alle Gattinnen erfunden sein, wie überhaupt der größte Teil der Tafel 211, soweit es sich nicht um geistliche Personen handelt.“
Die erste Hauptlinie nach Biedermann bezieht sich auf Plankenfels, später zusätzlich Hopfenohe (heute eine Wüstung im Truppenübungsplatz Grafenwöhr) und Unterleinleiter. Hervorzuheben ist dabei Baltasar Jacob von Schlammersdorff zu Plankenfels und Hopffenohe († 1634). Er war kaiserlicher Generalfeldwachtmeister, Truppenführer von Friedrich V. (Pfalz) und 1631 Landrichter der Burggrafschaft Nürnberg, seit 1625 dänischer Offizier und danach Amtshauptmann von Neustadt an der Aisch. Sein Bruder Thomas wirkte in Nürnberg als brandenburgischer Hauptmann und Verbindungsoffizier im schwedischen Hauptquartier. Enge verwandtschaftliche Beziehungen bestanden zu den Familien von Aufseß und von Seckendorff.
Die zweite Hauptlinie saß zu Hopfenohe und Burggrub. Mehrere Familienmitglieder haben den geistlichen Berufsstand gewählt darunter Christoph von Schlammersdorf zu Hopfenohe und Burg-Grub als Domherr zu Eichstätt und Dorothea, Anna und Ursula als Stiftsdamen von Obermünster. 1625 folgte noch Barbara von Schlammersdorf als Stiftdame von Obermünster nach.
Die dritte Hauptlinie wurde begründet durch Gottfried von Schlammersdorff zu Hopfenohe und Satzenfarth (1591–1657). Er war hochfürstlich brandenburgisch-onolzbachischer Oberforst- und Jägermeister und Oberamtmann von Burg Thann. Unmittelbarer Nachfahre war Hanß Christoph von Schlammersdorff. Dieser war königlich-französischer Generalleutnant und er wurde in einem Duell erstochen. In Tradition dieser Linie erschien Georg Christoph von Schlammersdorff auf Satzenfarth und Hopfenohe als hochfürstlich brandenburgisch-onozlzbachischer Geheimrat, Oberforst- und Jägermeister und Oberamtmann auf der Cadolzburg. Mit dem Rittergut Sassanfahrt war die Familie auch im Ritterkanton Steigerwald vertreten.

## Wappen
Das Wappen zeigt in Gold einen schrägrechten schwarzen, mit drei silbernen Sternen belegten Balken. Auf dem Helm mit schwarz-goldenen Decken eine gebogene, schwarz-gold geteilte Spitze (oder Horn), seitlich besteckt mit drei silbernen Straußenfedern.

Wappen der Gemeinde Plankenfels
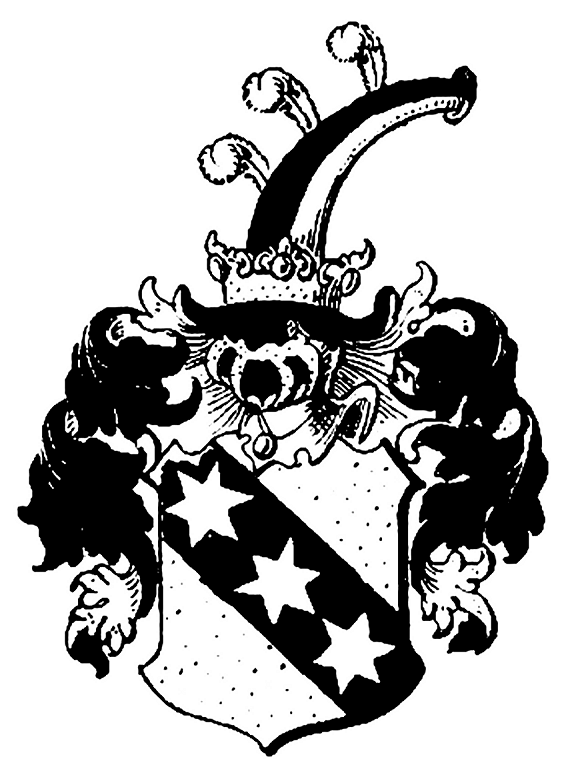
Wappen in Siebmachers Wappenbuch von 1907